# ویلهلم واسموس
ویلهلم واسموس (به آلمانی: Wilhelm Waßmuß) (زادهٔ ۱۸۸۰ - درگذشتهٔ ۱۹۳۱) دیپلمات جاسوس آلمانی بود. او در اولندورف در نزدیکی هانوور به دنیا آمد. پس از تحصیل در رشته‌های حقوق و شرق‌شناسی در سال ۱۹۰۹ به خدمت وزارت خارجه آلمان درآمد و در سال ۱۹۰۹ با مقام معاون کنسول (کنسول دوم) به بوشهر فرستاده شد. او در سال ۱۹۱۳ پس از اقامت کوتاهی در ماداگاسکار دوباره و این بار با مقام سرکنسول به بوشهر فرستاده شد. در هنگام اقامتش در بوشهر، محمد علی خان شبانکاره ای (حاکم شبانکاره و حومه) نیز در قلعه رستم خانی از او دعوت نمود تا از مخالفانش در امان باشد و کمکی مالی به وی نماید. در سال ۱۹۱۴ قرار بود واسموس با عنوان سفیر کبیر به مصر برود که این سفر بخاطر آغاز جنگ جهانی اول در بین راه متوقف شد و او به عجله به برلین بازگشت تا اطلاعات خود را دربارهٔ ایران را برای استفاده علیه انگلیسی‌ها در اختیار دولت قرار دهد.
او در دوره جنگ جهانی اول سعی در دامن زدن به مبارزات علیه سیاست بریتانیا در جنوب ایران داشت. گاه او را به قیاس لورنس عربستان که مأمور انگلیسی بود، «لورنس آلمان» (به انگلیسی: Lawrence of Germany) خوانده‌اند.

## زندگی‌نامه
ویلهلم واسموس پسر بزرگ یک کشاورز در یک مزرعه متوسط در سرزمین شمالی هرزوگنراس متولد شد. والدین او از یک «خانواده یومن» قدیمی بودند. پس از تحصیل در مدرسه ابتدایی، در سال ۱۸۹۳ به دبیرستان (Ratsgymnasium) مجاور در گسلار رفت. او شاگردی سخت کوش و با طیف وسیعی از علایق بود، با ذهن باز و مفید، ورزشی و ماجراجو. زبانها و کشورهای خارجی برای او جذابیت خاصی داشتند. وی در دوران مدرسه لاتین، یونانی، عبری و ایتالیایی را آموخت. او همچنین قادر به برقراری ارتباط به زبان انگلیسی و فرانسه بود. او در سال ۱۹۰۰ ابیتور خود را گذراند.
ویلهلم واسموس بیشتر به دلیل فشارهای والدینش، پس از فارغ‌التحصیلی از مدرسه تحصیل در رشته حقوق را در ماربورگ آغاز کرد. در همان سال به دانشگاه برلین رفت. هدف او ساختن چیزی از زندگی خود، دستیابی به موقعیت اجتماعی محترم بود. وقتی فهمید که وزارت خارجه فدرال با استعدادهای جوان در زمینه خدمات ترجمه مشکل دارد، در سمینار زبان‌های شرقی در برلین ثبت نام کرد و زبان عربی و مراکشی را به موازات حقوق مطالعه کرد. در ترم زمستان ۱۹۰۲ به دانشگاه گوتینگن نقل مکان کرد و در آنجا مدرک حقوق خود را نیز به پایان رساند. او اولین امتحان دولتی خود را در زمینه حقوق در دادگاه منطقه ای عالی در تسله گذراند و در ابتدای سال ۱۹۰۴ به عنوان وکیل کارآموز در دادگاه ناحیه سلطنتی در زارفلد، ناحیه گسلار شروع کرد. در همان سال به برلین منتقل شد و در ماه اوت دیپلم خود را به زبانهای عربی و مراکشی گذراند. در اکتبر ۱۹۰۴ او خدمت داوطلبانه یک ساله خود را بخش توپخانه به عنوان ملوان در لیه (آلمان) آغاز کرد. این نیرو عمدتاً برای استفاده در خارج از کشور ایجاد شد. در حالی که او هنوز در خدمت سربازی بود، در وزارت امور خارجه فدرال پرسید که آیا می‌توان در زمینه خدمات سفیری کار کرد و چه پیش نیازهایی برای آن وجود دارد؟ در طی مصاحبه شخصی، به ویلهلم واسموس پیشنهاد شد که در کنسولگری در زنگبار موقعیتی را دریافت کند که وی آن را پذیرفت. اولین ایستگاه خارجی او ماداگاسکار بود.

وی در سال ۱۹۰۶ به وزارت خارجه امپراتوری آلمان پیوست و در اولین مأموریت به ماداگاسکار اعزام شد و پس از ارتقای مقام در سال ۱۹۰۹ به عنوان کنسول آلمان در بندر بوشهر منصوب گردید و در سال ۱۹۱۰ مجدداً به ماداگاسکار بازگشت. واسموس برای سه سال به مطالعه فرهنگ‌های ناشناخته آفریقا و صحرا و مردمی که در آن زندگی می‌کردند پرداخت. او در سال ۱۹۱۳ دوباره به بوشهر اعزام شد؛ بروز نشانه‌هایی از وقوع یک جنگ پُر دامنه باعث گردید تا مقامات آلمانی باعجله او را به بوشهر اعزام نمایند. واسموس شروع به زمینه‌سازی برای ایجاد یک شورش در ایران نمود؛ زیرا در صورت وقوع جنگ با انگلستان، شورش در ایران می‌توانست منافع آن کشور را با مخاطره روبرو نماید. او در شهر استانبول دستور یافت که یک جنگ نامنظم بر ضد انگلستان را سازمان‌دهی کند. بر اساس این نقشه، وزارت خارجه آلمان با گذاشتن طلا در اختیار وی، او را پشتیبانی می‌کرد. این نقشه با نظر شخص قیصر ویلهلم دوم اجرا می‌شد و او به این نقشه بسیار علاقه‌مند بود. اگرچه واسموس آموزش‌های جاسوسی لازم را ندیده بود؛ اما تبدیل به یکی از مؤثرترین جاسوسان جنگ جهانی اول شد. واسموس در فوریه ۱۹۱۵ به اتفاق چند نفر همراه در نقطه‌ای واقع در نزدیکی کوت‌العماره سوار بر کشتی بخار پایونیر در رودخانه دجله شدند. واسموس و همراهانش سپس وارد خاک ایران شدند و شروع به فعالیت‌های تحریک‌آمیز علیه منافع انگلیسی‌ها کردند. او ابتدا وارد دزفول و سپس شوشتر شد پلیس محلی که از فعالیت‌های او مطلع شده بود، تصمیم به دستگیری وی گرفت؛ اما واسموس از این قضیه مطلع شد و گریخت. انگلیسی‌ها در ایران و کویت دارای پایگاه‌هایی برای محافظت از هندوستان بودند و نفت آبادان و پالایشگاه مستقر در آن تأمین‌کننده عمده سوخت انگلستان در جنگ با آلمان بود. واسموس در جریان فعالیت‌های ضد انگلیسی خود با همراهی افراد ایل قشقایی و نیز مردم بوشهر، تنگستان و دشتستان موفق به وارد آوردن ضرباتی به نیروهای انگلستان شد و پیروزی‌هایی نیز به دست آورد. او مردی شجاع با قامتی کوتاه و پیشانی پهن و چشمان آبی بود. واسموس از آن دسته از اروپایی‌هایی بود که علاقه زیادی به صحرا و فرهنگ و زبان مردمی داشت که در آن زندگی می‌کردند. او لباس محلی مردم ایران را می‌پوشید و با لقب «واسموس پرشیا» شناخته می‌شد. وی با موفقیت توانست یک شورش علیه انگلیسیها که ایران را اشغال کرده بودند راه بیندازد. او پس از حضور در بوشهر اقدام به سازمان‌دهی مردم تنگسیر و ایل قشقایی بر ضد نیروهای اشغالگر انگلیسی در جنوب ایران نمود؛ اما در همان سال اول ورودش به ایران کتابچه حاوی کدهای رمز دیپلماتیک وزارت خارجه آلمان را که با خود داشت، از دست داد و این کتابچه به دست انگلیسی‌ها افتاد و آن‌ها این دفترچه را در اختیار آدمیرال هال در اتاق شماره ۴۰ گذاشتند. این اتاق مختص کشف رمز در لندن بود و به کار رمزشکنی از مخابرات بی‌سیم می‌پرداخت. انگلیسی‌ها به کمک این کتابچه رمز موفق شدند تا پیام تلگراف «رمز زیمرمن» را که منجر به ورود آمریکا در سال ۱۹۱۷ به جنگ شد، کشف نمایند. داستان از این قرار بود که واسموس در شهرهای شوشتر و دزفول به فعالیت بر ضد انگلیسی‌ها پرداخت و تلاش نمود تا با تحریک عشایر و رؤسای جنگ‌سالار آن حدود بر ضد انگلستان شورش عمومی راه بیندازد. در این زمان وی مطلع شد که پلیس محلی شوشتر تصمیم به بازداشت وی گرفته‌است. اما واسموس توانست بگریزد. رؤسای قبایل محلی بهبهان ابتدا او را برای صرف شام دعوت کردند و سپس او را دستگیر نمودند. آنان با اعزام یک پیک به نزد انگلیسی‌ها خواستار تسلیم واسموس در برابر پرداخت پول شدند. پیک اعزامی پس از ملاقات یک افسر انگلیسی به همراه وی جهت تحویل واسموس به بهبهان حرکت نمودند. پس از ملاقات سران عشایر با افسر انگلیسی آنان به بحث دربارهٔ مبلغ درخواستی با افسر انگلیسی مشغول شدند و زمانی که پس از اتمام بحث برای تحویل زندانی به محل بازداشت واسموس رفتند، او فرار کرده بود؛ اما وسایل خود را جاگذاشته بود که در میان این وسایل دفترچه رمز دیپلماتیک آلمان نیز قرار داشت. واسموس در خاطراتش چگونگی فرارش را این‌گونه شرح می‌دهد که او به افراد محافظ خود گفته بود که اسبش بیمار است و وی می‌بایست هر ساعت به او سر بزند. او به همراه محافظانش هر یک ساعت به اسب خود سر می‌زد و این امر آنقدر تکرار شد تا هنگامی‌که محافظانش خواب‌آلود شدند و واسموس به آنان که گفت که باید به اسبش سر بزند. آنان به او اجازه دادند تا برود بدون آنکه وی را همراهی کنند. وی نیز سوار بر اسبش شد و فرار کرد. انگلیسی‌ها متوجه شدند که متوقف نمودن اقدامات واسموس بسیار سخت است؛ سماجت وی تا به حدی بود که پس از مسافرت به شهر شیراز به دیدار حاکم شیراز رفت و خواستار پس گرفتن دفترچه رمز خود از انگلیسی‌ها شد؛ اما به او اطلاع دادند بخش اداره هندوستان پس از یافتن این دفترچه آن را به لندن فرستاده‌است. در اواخر جنگ جهانی اول و زمانی که شکست آلمان در اواخر جنگ جهانی اول و زمانی که شکست آلمان امری واضح به‌شمار می‌رفت رؤسای قبایل محلی نیز در همراهی واسموس دچار تردید شدند. انگلیسی‌ها برای دستگیری واسموس ۵۰۰ هزار پوند جایزه تعیین کرده بودند؛ اما واسموس به رؤسای قبایل محلی قول داد تا پس از پایان جنگ با دریافت مبلغی از دولت آلمان به آنان در زمینه اقتصادی کمک کند. با پایان جنگ واسموس که تصمیم گرفته بود شخصاً به آلمان بازگردد، راه سفر به‌سوی ترکیه را در پیش گرفت اما در کاشان توسط رؤسای محلی دستگیر شد و در اختیار انگلیسی‌ها قرار داده شد. وی یک بار دیگر در شهر قزوین موفق به فرار از چنگ انگلیسیها شد و تصمیم گرفت تا با عبور از گذرگاه‌های کوهستانی البرز به‌جای استفاده از جاده به تهران برود. وی با مشقت بسیار موفق شد خود را به تهران برساند اما درشکه‌چی ناآگاه جای اینکه او را به سفارت آلمان ببرد به سفارت انگلیس برد؛ از آنجایی که جنگ به اتمام رسیده بود مقامات انگلیسی او را آزاد کردند و واسموس به ترکیه رفت و ازآنجا سوار بر کشتی شد و به مصر رسید اما مقامات انگلیسی که مصر را در اشغال خود داشتند او را یک بار دیگر دستگیر نمودند و پس از مکاتبه با مقامات انگلیسی در ایران وی را آزاد کردند. واسموس سوار بر کشتی عازم فرانسه شد و در بندر مارسی پس از پیاده شدن از کشتی این بار توسط سازمان ضدجاسوسی فرانسه دستگیر شد و فقط پس از مکاتباتی که بین مقامات انگلیسی و فرانسوی صورت گرفت، آزاد گردید. وی سپس از راه زمینی به آلمان بازگشت. واسموس موفق شد مبلغی پول از وزارت خارجه آلمان برای عشایر ایران دریافت نماید و سپس به ایران بازگشت. او قصد داشت تا با سرمایه‌گذاری در امور کشاورزی موجب توسعه جامعه عشایری و روستایی ایران شود؛ بنابراین در سال ۱۹۲۴ به ایران بازگشت و شروع به انجام کارهای عمرانی و سرمایه‌گذاری در امور کشاورزی در بوشهر نمود؛ اما این سرمایه‌گذاری‌ها نتیجه‌ای در برنداشت و او در آوریل ۱۹۳۱ به برلین بازگشت و سال‌های پایانی عمرش را در فقر و تنگدستی سپری نمود. 

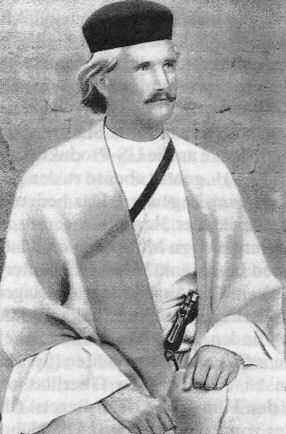
واسموس در لباس عشایر جنوب ایران (۱۹۱۵)

## جنگ جهانی اول
واسموس در ۱۹۱۳ به بوشهر بازگشت و با شروع جنگ جهانی اول در به راه انداختن شورش‌هایی علیه منافع بریتانیا در جنوب ایران کوشش کرد. او با سران محلی و رؤسای عشایر جنوب ایران از جمله دزفول، شوشتر و بهبهان روابط مؤثری برقرار کرد. عملیات و اقدام‌های او از پشتیبانی وسیع وزارت خارجه آلمان و قیصر ویلهلم دوم برخوردار بود. بر طبق گزارش‌های ارسالی از سوی نیروهای نظامی انگلیسی مستقر در جنوب ایران (و نیز پایگاه آنها در عراق) او به همراه رئیس‌علی دلواری با انگلیسی‌ها می‌جنگید.

## پس از جنگ
واسموس پس از پایان جنگ اسیر نیروهای بریتانیا شد و تا ۱۹۲۰ در زندان بود. پس از آن به آلمان بازگشت و سعی کرد از دولت شکست خورده آلمان پولی برای وفا به وعده‌هایی که به عشایر جنوب ایران داده بود بگیرد اما موفق نشد. او بر آن شد که خود به جنوب ایران بازگردد و به وعده‌های خود عمل کند. به این منظور زمینی در اطراف بوشهر خرید تا با کشاورزی درآمدی کسب کند. این کار سرانجامی نداشت و واسموس در سال ۱۹۳۱ فقیرتر از گذشته به آلمان بازگشت و پس از شش ماه درگذشت.